# Whole Foods Market
Whole Foods Market Inc. (Хол Фудс Маркет Инк.) — американская сеть супермаркетов, специализирующаяся на продаже органических продуктов питания без искусственных консервантов, красителей, усилителей вкуса, подсластителей и трансжиров. По состоянию на январь 2018 года, сеть насчитывала 479 магазинов в Северной Америке и Великобритании.
23 августа 2017 года было объявлено, что Федеральная торговая комиссия США одобрила слияние Amazon.com и Whole Foods Market. Сделка была закрыта 28 августа 2017 года.